# Harry Sambou
Harry P. F. Sambou, genannt „Boy Harry“ auch Pa Harry Sambou, (* 20. Jahrhundert) ist ein gambischer Beamter, Diplomat und Politiker.

## Leben
Harry Sambou war zunächst bei der National Intelligence Agency (NIA) tätig. Anschließend wurde er als gambischer Botschafter von der Regierung als Hochkommissar nach Abuja in Nigeria entsandt. Nach der Rückkehr aus Nigeria wurde Sambou stellvertretender Staatssekretär im Gesundheitsministerium (englisch deputy permanent secretary at the Department of State for Health). Diese Tätigkeit übte er von mindestens Februar 2002 bis Anfang Januar 2003 aus, bis er als stellvertretender Staatssekretär entlassen wurde.
In Folge des Putschversuches vom März 2006, bei dem Präsident Jammeh einige Personalentscheidungen getroffen hatte, wurde Sambou erneut zum amtierenden Generaldirektor der National Intelligence Agency ernannt. Gleichzeitig wurde Ngorr Secka zum stellvertretender Generaldirektor ernannt. Im November 2006 wurde Sambou wieder aus der NIA entlassen und im Zentralgefängnis Mile 2 inhaftiert. Sein damaliger Stellvertreter, Momodou Hydara, wurde zum amtierenden Generaldirektor der NIA ernannt.
Im August 2007 war Sambou Teil einer gambischen Delegation der Westafrikanische Wirtschaftsgemeinschaft (ECOWAS), die die Aufgabe hatte die Präsidentschaftswahl und Parlamentswahl in Sierra Leone zu beobachten.
Im September war Sambou Staatssekretär im Büro des Präsidenten (englisch permanent secretary at the Office of the President), im Dezember desselben Jahres bis Februar 2012 Staatssekretär im Verteidigungsministerium (englisch permanent secretary, Ministry of Defence).
Anfang Januar 2016 soll er sich im Exil in Senegal aufhalten.

## Familie
Sambou ist mit Jainaba Bah-Sambou verheiratet.